# Cerveza (singolo)
Cerveza è un singolo del gruppo musicale italiano Il Pagante, pubblicato il 21 luglio 2023 come secondo estratto dal loro quarto album in studio FOMO

## Descrizione
Il 12 luglio il gruppo annuncia nei suoi canali social l'uscita del singolo dopo appena tre giorni l'uscita del precedente Poveri mai. Il singolo è stato lanciato in anteprima il 18 luglio al bar El Canton in centro a Milano all'evento "Birretta Pagante" organizzato dallo stesso gruppo in cui veniva offerta birra gratis a tutti i partecipanti.
Il singolo è un sampling della canzone Cervecitay Lagrimitay dell'artista ecuadoregno Gerardo Morán.